# 9GOATS BLACK OUT
9GOATS BLACK OUT fue un grupo de rock japonés formado en 2007. Mientras que el grupo siempre mantuvo a sus miembros principales, ha tenido varios miembros de soporte. Fueron conocidos entre los fanes del movimiento Visual kei. Fueron parte del sello independiente dalli.

## Origen del nombre
En varias entrevistas se le ha preguntado al grupo por la procedencia de su nombre. ryo declaró en ellas que el nombre provenía del que utiliza en sus actividades de diseño para otros grupos japoneses como D'espairsRay o lynch., “9GOATS BLACK OUT”. Formado por la unión de “9” y “GOATS” como alusión a la fecha de nacimiento de su vocalista (9 de enero) y su zodiaco (capricornio), más las palabras “BLACK” (negro) que junto a “OUT” significa literalmente “pérdida del conocimiento”.

## Historia
El grupo se forma en 2007 bajo el sello independiente dalli. Tras la disolución del grupo Gullet en 2004, ryo se centra en su trabajo como diseñador para otros grupos durante tres años apartándose de los escenarios. Por aquel entonces pierde el interés en formar uno nuevo, a la vez que uta y hati se juntan y empiezan a interesarse en él como vocalista. En una primera entrevista del grupo para JaME, hati menciona el comienzo del grupo:

Supimos que ryo diseñaba cubiertas y material gráfico, y pensamos que sus diseños eran geniales. Así que le pedimos a él que diseñara la cubierta de nuestro álbum, lo que fue realmente el inicio de nuestra comunicación con él. En ese tiempo no pensábamos en trabajar junto a él en una banda. Después de eso, nuestra banda se separó, y vinimos a Tokio diciendo "queremos hacer una banda en Tokio".

Después de mucho insistir y tras aceptar la propuesta de los dos músicos, el grupo comienza a trabajar conjuntamente en Tokio.
En diciembre de 2007 abren su página web oficial y solo un mes después sacan a la venta su primer miniálbum, “devils in bedside”. Dado que reciben peticiones de compra antes de su salida tienen que sacar más discos a la venta. Durante 2008 comienzan a trabajar más intensamente participando en diversos conciertos y realizando dos de ellos en solitario. En septiembre de ese mismo año, sale a la venta su primer sencillo “Sleeping Beauty”. Realizan dos conciertos más en solitario y comienzan su tour en otoño. Al año siguiente actúan conjuntamente con el grupo Sugar y sacan a la venta un nuevo miniálbum de nombre “Black rain”. Realizan también dos giras en solitario dando conciertos en Osaka, Nagoya, Tokio... etc que se llamarían “Howlingbird at the Hell” y “Bright garden”, esta última dando título a su primer DVD. Después de un año de intensa actividad, comienzan la grabación de su siguiente disco, TANATOS, que saldría a la venta en marzo del 2010. Comienzan también a dar conciertos en la nueva gira, “deep sleepers” junto a cocklobin.

### Cese de actividad y disolución
A mediados de 2010 se anuncia oficialmente el cese de actividades del grupo. Tras la salida de su batería, aki, el grupo no puede continuar de gira y deciden parar sus actividades ilimitadamente. 
Aun así continúan participando en conciertos con otros grupos y bajo el sobrenombre de “Baphomet” tocando canciones de 9GOATS BLACK OUT con el apoyo de Sasabuchi Hiroshi (ex-Plastic Tree, CUCKOO) a la batería.
En enero de 2011 se anuncia el regreso de 9GOATS BLACK OUT a los escenarios tras varios meses de inactividad con una nueva gira titulada “Melancholy pool”, realizando conciertos en solitario con varios “sold out” en diferentes salas. Comienzan a finales de abril un tour conjunto con el grupo de hard rock Inugami Circus-dan; “Inu no Atama to Kuroyagi Suupu” (Sopa de cabeza de perro y cabra negra). Además sacan a la venta el DVD de uno de sus conciertos en enero, grabado en el Shibuya O-WEST.
Durante ese período se anuncia de manera oficial la entrada al grupo del nuevo batería de soporte, takumi. Actualmente todavía se encuentran de gira por todo Japón. Dada la grata acogida del grupo en sus conciertos en solitario tres días consecutivos en el CLUB PHASE en Takadanobaba AREA confirman un nuevo single para agosto, Rorschach inkblot, y otro para noviembre, Draw. Además anuncian tres nuevos conciertos en solitario con el nombre de "illness".
Continuaron su gira durante 2012 colaborando con otros grupos. En enero junto a amber gris, y durante febrero y marzo, con Moran y Dolly. En febrero sacaron a la venta su tercer single consecutivo, Karte, y entraron en el top 10 de sencillos más vendidos en la lista de Oricon Indies.
Ese mismo año anuncian su separación y el lanzamiento de un último álbum, CALLING. El grupo se disuelve tras un último concierto en solitario el 9 de febrero de 2013 en Akasaka BLITZ (Tokio). Para conmemorarlo sacan a la venta un doble DVD con el último concierto, Silence, y un disco recopilatorio de los 5 años de su carrera, ARCHIVES, que contiene la canción "Nuit Blanche de L'aurore", no editada previamente.

## Miembros
- ryo (ex-D'elsquel, ex-Galruda, ex-GULLET(漾), HOLLOWGRAM, KEEL, TAG) - voz y diseño
- uta (ex-Laypua, ex-Layarch, ex-Rayarch (Chikage), sukekiyo) - guitarra
- hati (ex-Laypua, ex-Luberie(kaya), ex-Rayarch(kaya)) - bajo

### Miembros de soporte
- akaya - programación y teclados
- takumi (ex-Virgil) - batería (2011 - 2013)

### Exmiembros de soporte
- aki (ex-SIN, ex-GULLET, ex-clozet, ex-9GOATS BLACK OUT) - batería (2007 - 2010)

## Discografía

### Álbum
- devils in bedside – 30.04.2008

- Black rain – 14.02.2009

- TANATOS – 24.03.2010

- CALLING – 19.12.2012

### Sencillos
- Sleeping Beauty – 09.09.2008
- Rorschach inkblot – 10.08.2011
- Draw – 09.11.2011
- Karte – 14.02.2012

### DVD
- Bright Garden – 25.07.2009
- Melancholy pool – 23.04.2011
- Ambient Circus – 20.01.2012 (distribución gratuita)
- Silence - 29.05.2013

### Otros
- Crush! 2-90's best hit cover songs- – 23.11.2011 (Recopilación de covers de artistas Visual Kei).
- ARCHIVES - 29.05.2013 (Disco recopilatorio)